# Susie Päivärinta
Susanne Elisabeth "Susie" Päivärinta, född 10 maj 1964 i Sundbybergs församling, är en svensk popsångerska och låtskrivare. 

## Biografi
Susie Päivärinta växte upp i Sollentuna och inledde sin karriär tillsammans med systern Lili Päivärinta i popduon Lili & Susie, som framförallt var stor på 1980-talet och början av 1990-talet. Vid sidan av musiken började de båda också att ägna sig alltmer åt djurskyddsarbete och djurrättsfrågor, vilket blev en del av deras identitet.[källa behövs] Efterhand valde Susie att fokusera mer på musiken på egen hand, medan systern valde att fortsätta fördjupa sitt djurarbete med sin egen verksamhet.
År 2002 inledde hon arbete på ett soloalbum och låten "New Day" började spelas på radio. Albumet In The Sun blev klart för utgivning 2005, då låten "What Goes Around" gavs ut som singel.  Susie Päivärinta är även låtskrivare och har bland annat skrivit "Show me heaven" (tillsammans med Nestor Geli, Pär Lönn, Thomas G:son och Calle Kindbom) för Lili & Susies comeback till Melodifestivalen 2009. År 2011 var hon med och skrev två av bidragen, "C'est la vie! It's Alright!" och "Diamonds", till den spanska nationella uttagningen till Eurovision Song Contest 2011, Destino Eurovision.
Våren 2011 spelade hon in låten "De månbleka tingen" tillsammans med synth-gruppen Mr Jones Machine. Låten framfördes även live.
Hon bor med ishockeyspelaren Stefan "Myran" Gustavsson. Paret har tre barn.

## Diskografi
Soloalbum
- 2005 – In the Sun

## Låtar av Susie Päivärinta
- "Sommar i natt", Lili & Susie
- "Where Eagles Fly", Lili & Susie
- "New Day", Susie Päivärinta, Japan (skriven tillsammans med Jan Johansen, Nestor Geli)
- "Welcome the World", Susann Sonntag, Melodifestivalen Finland 2002
- "You Can't Buy My Love", Ankie Bagger
- "Tease Me", Lili & Susie
- "Show Me Heaven (Lili & Susie-låt)", Melodifestivalen 2009, (tillsammans med Nestor Geli, Pär Lönn, Thomas G:son och Calle Kindbom)
- "Åt helvete för sent", Sara Löfgren, Mathias Holmgren (antagen men senare diskvalificerad) i Melodifestivalen 2010 (skriven tillsammans med Lina Eriksson och Mårten Eriksson)